# 의정부중앙초등학교
의정부중앙초등학교는 대한민국 경기도 의정부시 의정부동에 있는 공립 초등학교이다.

## 학교 연혁
- 1896년 9월 20일 양주공립소학교 개교(양주군 주내면 유양리)[2]
- 1906년 9월 1일 공립양주보통학교로 개칭
- 1910년 2월 1일 시북면 금오리로 교사 이전
- 1911년 11월 1일 양주공립보통학교로 개칭
- 1919년 8월 27일 현 위치로 이전
- 1938년 4월 1일 양주공립심상소학교로 개칭
- 1941년 4월 1일 양주공립국민학교로 개명
- 1950년 4월 1일 송양국민학교 분리
- 1953년 4월 1일 의정부국민학교 분리
- 1958년 4월 1일 호암국민학교 분리
- 1963년 3월 1일 가능국민학교 분리
- 1963년 12월 20일 금오국민학교 분리
- 1964년 12월 31일 의정부중앙국민학교로 개명
- 1969년 3월 1일 배영국민학교(25학급), 녹양국민학교 분리
- 1996년 3월 1일 의정부중앙초등학교로 개명
- 1999년 9월 20일 개교 100주년 기념 사업 및 행사 실시
- 2010년 3월 1일 체육관(급식실, 식당) 증축
- 2012년 9월 1일 제23대 우정희 교장  취임
- 2013년 9월 1일 혁신학교 지정
- 2014년 2월 14일 제93회 졸업식(남 51명, 여 34명, 누계 32,179명)
- 2014년 3월 1일 24학급 편성(특수 2, 재택 2 포함)
- 2016년 9월 1일 제24대 최상문 교장 취임
- 2017년 2월 10일 제96회 졸업식(남 36명, 여 36명, 누계 32,410명)
- 2017년 3월 1일 15학급 편성(특수 1, 재택 2 포함)

## 참고 자료
- 의정부중앙초등학교 - 한국교육학술정보원 학교알리미